# Ludovika Bavorská
Ludovika Vilemína Bavorská (německy Ludovika Wilhelmine von Bayern, 30. srpna 1808, Mnichov – 26. ledna 1892, Mnichov) byla bavorská královská dcera a provdaná bavorská vévodkyně, byla matkou rakouské císařovny Alžběty a neapolsko-sicilské královny Marie.

## Původ
Ludovika se narodila z manželství bavorského královského páru Maxmiliána I. Josefa a Karolíny Bádenské.
Otec, jako syn Fridricha Michaela Falcko-Birkenfeldského a Marie Františky Falcko-Sulzbašské, pocházel z dynastie Wittelsbachů (Falc-Zweibrücken-Birkenfeld-Bischweil). Po smrti bezdětného Karla II. Theodora, který byl také jako Karel IV. Teodor kurfiřtem falckým, v roce 1799 se stal bavorským kurfiřtem a v roce 1806, po povýšení kurfiřtství na království Napoleonem, prvním bavorským králem.
Matka Karolína, dcera dědičného prince Karla Ludvíka a jeho manželky Amálie Hesensko-Darmstadské, se v roce 1797 stala otcovou druhou manželkou. Jejími sestrami byly ruská carevna Jelizaveta Alexejevna, manželka cara Alexandra I. či švédská královna Frederika, manželka krále Gustava IV. Adolfa.

### Sourozenci
Ludovika vyrůstala v početné rodině, její otec měl z prvního manželství čtyři přeživší děti a z druhého včetně Ludoviky pět.

#### Polorodí sourozenci
- Ludvík (1786-1868)
- Augusta Amálie (1788-1851)
- Karolina Augusta (1792-1873)
- Karl Theodor Maximilian August (1795-1875)

Ludvík se po otcově smrti stal bavorským králem a Karolina Augusta se provdala za rakouského císaře Františka I.

#### Sestry
- Alžběta Ludovika (1801-1873)
- Amálie Augusta (1801-1877)
- Marie Anna (1805-1877)
- Žofie (1805-1872)

Alžběta Ludovika se stala pruskou královnou, Amálie Augusta a Marie Anna se staly saskými královnami a Žofie Frederika se stala matkou rakouského císaře Františka Josefa I.

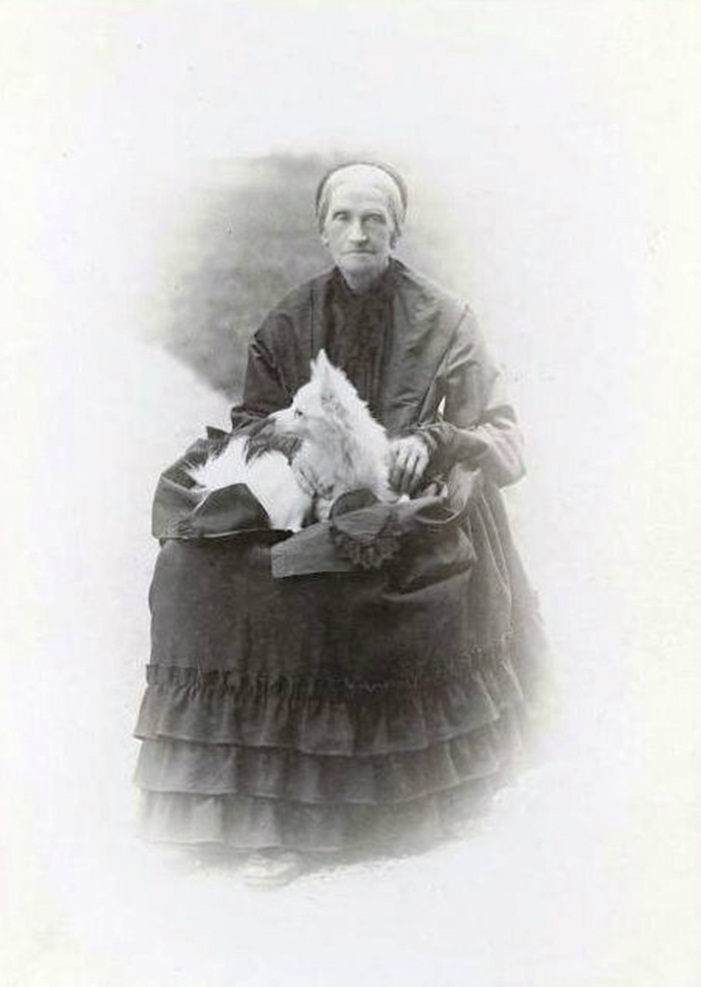
Ludovika Bavorská jako stará dáma

## Život
Byla považována za nejkrásnější z Maxmiliánových dcer, přesto se musela, jako jediná z jeho dětí, provdat „pod úroveň“. Už v dětství ji její otec zaslíbil vnukovi Viléma Bavorského, prvního vévody in Bayern. Sňatek Ludoviky a Maxmiliána se konal v roce 1828 u Tegenerského jezera. Povahy obou mladých lidí byly velmi rozdílné. Maxmilián navíc právě prožíval románek s obyčejnou dívkou a netajil se tím, že Ludoviku nemiluje a žení se pouze z ohledu na svého děda; Ludovika se zase chtěla provdat za portugalského prince, do kterého byla zamilovaná.
Manželství Maxe a Ludoviky nebylo příliš šťastné, kromě posledních let, a začalo zamčením novomanžela o svatební noci ve skříni. Maxmilián svou ženu pravidelně podváděl (měl i dvě nemanželské děti), což vedlo k rozmíškám mezi manžely a následnému usmiřování. Max také často cestoval a prováděl různé výstřední kousky, takže se o výchovu dětí starala výhradně Ludovika. Rodina pobývala buď v paláci v Mnichově nebo v zámečku Possenhofen u Starnberského jezera.
Způsob života rodiny se zcela vymykal zvyklostem běžným mezi tehdejší šlechtou. Žili skromně, měšťanským životem; Ludovika milovala venkov a přírodu, nedbala o módu ani o společnost či politiku. Nezajímala ji reprezentace, zabývala se péčí o své děti, což bylo něco zcela neobvyklého. Když však její synovec, císař František Josef I. v roce 1853 hledal nevěstu, využila šanci dostat svou rodinu do blízkosti císařského dvora; původně byla zamýšlena jako nevěsta pro něj nejstarší dcera Helena, František Josef se však prudce zamiloval do její mladší, teprve patnáctileté sestry Alžběty, která se také stala rakouskou císařovnou.

## Potomci

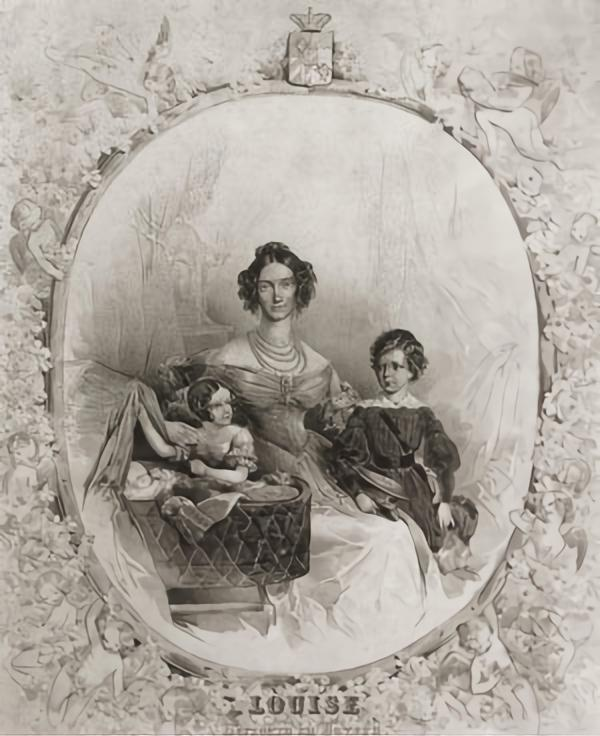
Ludovika s dětmi Ludvíkem, Helenou a novorozenou Alžbětou

Z manželství s vévodou Maxem se narodilo devět děti, jedno zemřelo v dětském věku:
- Ludvík Vilém (21. června 1831 – 6. listopadu 1920), bavorský vévoda,

⚭ 1859 Jindřiška Mendlová (31. července 1833 – 12. listopadu 1891), později svobodná paní z Wallersee
⚭ 1892 Antonie Barthová (25. října 1871 – 23. května 1956), morganatické manželství, rozvedli se v roce 1913
- Vilém Karel (24. prosince 1832 – 13. února 1833)
- Helena (4. dubna 1834 – 16. května 1890), ⚭ 1858 kníže Maxmilián Antonín z Thurnu a Taxisu (28. září 1831 – 26. června 1867)
- Alžběta (24. prosince 1837 – 10. září 1898), ⚭1854 František Josef I. (18. srpna 1830 – 21. listopadu 1916), Císař rakouský, apoštolský král uherský, král český atd.
- Karel Teodor (9. srpna 1839 – 30. listopadu 1909)

⚭ 1865 Žofie Saská (15. března 1845 – 9. března 1867)
⚭ 1874 Marie Josefa Portugalská (19. března 1857 – 11. března 1943)
- Marie (4. října 1841 – 19. ledna 1925), ⚭ 1859 František II. (16. ledna 1836 – 27. prosince 1894), král obojí Sicílie v letech 1859–1861
- Matylda (30. září 1843 – 18. června 1925), ⚭ 1861 Ludvík Maria Bourbonsko-Sicilský (1. srpna 1838 – 8. června 1886), hrabě z Trani
- Žofie (23. února 1847 – 4. května 1897), ⚭ 1868 Ferdinand z Alençonu (12. července 1844 – 29. června 1910), vévoda z Alençonu
- Maxmilián Emanuel (7. prosince 1849 – 12. června 1893), ⚭ 1875 Amálie Sasko-Coburská (23. října 1848 – 6. května 1894)

## Vývod z předků
|                   |                                       |  |                             |                                      |  |  |  |  |  |  |  | Kristián Falcko-Birkenfeldský |
|                   |                                       |  |                             |                                      |  |  |  |  |  |  |  |                               |
|                   | Kristián III. Falcko-Zweibrückenský   |  |                             |                                      |  |  |  |  |  |  |  |                               |
|                   |                                       |  |                             |                                      |  |  |  |  |  |  |  |                               |
|                   |                                       |  |                             | Kateřina Agáta Rappoltsteinská       |  |  |  |  |  |  |  |                               |
|                   |                                       |  |                             |                                      |  |  |  |  |  |  |  |                               |
|                   | Fridrich Michal Falcko-Zweibrückenský |  |                             |                                      |  |  |  |  |  |  |  |                               |
|                   |                                       |  |                             |                                      |  |  |  |  |  |  |  |                               |
|                   |                                       |  |                             | Ludvík Krato Nasavsko-Saarbrückenský |  |  |  |  |  |  |  |                               |
|                   |                                       |  |                             |                                      |  |  |  |  |  |  |  |                               |
|                   | Karolína Nasavsko-Saarbrückenská      |  |                             |                                      |  |  |  |  |  |  |  |                               |
|                   |                                       |  |                             |                                      |  |  |  |  |  |  |  |                               |
|                   |                                       |  |                             | Filipína Henrieta z Hohenlohe        |  |  |  |  |  |  |  |                               |
|                   |                                       |  |                             |                                      |  |  |  |  |  |  |  |                               |
|                   | Maxmilián I. Josef Bavorský           |  |                             |                                      |  |  |  |  |  |  |  |                               |
|                   |                                       |  |                             |                                      |  |  |  |  |  |  |  |                               |
|                   |                                       |  |                             | Teodor Eustach Falcko-Sulzbašský     |  |  |  |  |  |  |  |                               |
|                   |                                       |  |                             |                                      |  |  |  |  |  |  |  |                               |
|                   | Josef Karel Falcko-Sulzbašský         |  |                             |                                      |  |  |  |  |  |  |  |                               |
|                   |                                       |  |                             |                                      |  |  |  |  |  |  |  |                               |
|                   |                                       |  |                             | Marie Eleonora Hesensko-Rotenburská  |  |  |  |  |  |  |  |                               |
|                   |                                       |  |                             |                                      |  |  |  |  |  |  |  |                               |
|                   | Marie Františka Falcko-Sulzbašská     |  |                             |                                      |  |  |  |  |  |  |  |                               |
|                   |                                       |  |                             |                                      |  |  |  |  |  |  |  |                               |
|                   |                                       |  |                             | Karel III. Filip Falcký              |  |  |  |  |  |  |  |                               |
|                   |                                       |  |                             |                                      |  |  |  |  |  |  |  |                               |
|                   | Alžběta Augusta Falcko-Neuburská      |  |                             |                                      |  |  |  |  |  |  |  |                               |
|                   |                                       |  |                             |                                      |  |  |  |  |  |  |  |                               |
|                   |                                       |  |                             | Ludvika Karolina Radziwiłłova        |  |  |  |  |  |  |  |                               |
|                   |                                       |  |                             |                                      |  |  |  |  |  |  |  |                               |
| Ludovika Bavorská |                                       |  |                             |                                      |  |  |  |  |  |  |  |                               |
|                   |                                       |  |                             |                                      |  |  |  |  |  |  |  |                               |
|                   |                                       |  | Fridrich Bádensko-Durlašský |                                      |  |  |  |  |  |  |  |                               |
|                   |                                       |  |                             |                                      |  |  |  |  |  |  |  |                               |
|                   | Karel Fridrich Bádenský               |  |                             |                                      |  |  |  |  |  |  |  |                               |
|                   |                                       |  |                             |                                      |  |  |  |  |  |  |  |                               |
|                   |                                       |  |                             | Amálie Nasavsko-Dietzská             |  |  |  |  |  |  |  |                               |
|                   |                                       |  |                             |                                      |  |  |  |  |  |  |  |                               |
|                   | Karel Ludvík Bádenský                 |  |                             |                                      |  |  |  |  |  |  |  |                               |
|                   |                                       |  |                             |                                      |  |  |  |  |  |  |  |                               |
|                   |                                       |  |                             | Ludvík VIII. Hesensko-Darmstadtský   |  |  |  |  |  |  |  |                               |
|                   |                                       |  |                             |                                      |  |  |  |  |  |  |  |                               |
|                   | Karolína Luisa Hesensko-Darmstadtská  |  |                             |                                      |  |  |  |  |  |  |  |                               |
|                   |                                       |  |                             |                                      |  |  |  |  |  |  |  |                               |
|                   |                                       |  |                             | Šarlota z Hanau-Lichtenbergu         |  |  |  |  |  |  |  |                               |
|                   |                                       |  |                             |                                      |  |  |  |  |  |  |  |                               |
|                   | Karolína Frederika Vilemína Bádenská  |  |                             |                                      |  |  |  |  |  |  |  |                               |
|                   |                                       |  |                             |                                      |  |  |  |  |  |  |  |                               |
|                   |                                       |  |                             | Ludvík VIII. Hesensko-Darmstadtský   |  |  |  |  |  |  |  |                               |
|                   |                                       |  |                             |                                      |  |  |  |  |  |  |  |                               |
|                   | Ludvík IX. Hesensko-Darmstadtský      |  |                             |                                      |  |  |  |  |  |  |  |                               |
|                   |                                       |  |                             |                                      |  |  |  |  |  |  |  |                               |
|                   |                                       |  |                             | Šarlota z Hanau-Lichtenbergu         |  |  |  |  |  |  |  |                               |
|                   |                                       |  |                             |                                      |  |  |  |  |  |  |  |                               |
|                   | Amálie Hesensko-Darmstadtská          |  |                             |                                      |  |  |  |  |  |  |  |                               |
|                   |                                       |  |                             |                                      |  |  |  |  |  |  |  |                               |
|                   |                                       |  |                             | Kristián III. Falcko-Zweibrückenský  |  |  |  |  |  |  |  |                               |
|                   |                                       |  |                             |                                      |  |  |  |  |  |  |  |                               |
|                   | Karolína Falcko-Zweibrückenská        |  |                             |                                      |  |  |  |  |  |  |  |                               |
|                   |                                       |  |                             |                                      |  |  |  |  |  |  |  |                               |
|                   |                                       |  |                             | Karolína Nasavsko-Saarbrückenská     |  |  |  |  |  |  |  |                               |
|                   |                                       |  |                             |                                      |  |  |  |  |  |  |  |                               |